# Minha Vida em Marte
Minha Vida em Marte é um filme de comédia romântica brasileiro de 2018, dirigido por Susana Garcia, a partir de um roteiro escrito por Mônica Martelli, Paulo Gustavo, Emanuel Aragão e Julia Lordello. O filme é uma continuação de Os Homens São de Marte... e É pra lá que Eu Vou. A história central gira em torno da superação de Fernanda (Mônica Martelli) após o término de seu casamento com a ajuda de seu melhor amigo, Aníbal (Paulo Gustavo).
Minha Vida em Marte foi lançado no Brasil a partir de 25 de dezembro de 2018 pela Downtown Filmes. Apesar de não ter sido bem recebido pela crítica, foi um sucesso comercial alcançando altos índices de espectadores nos cinemas. O filme arrecadou mais de R$ 80 milhões, sendo um dos filmes mais assistidos de 2018, com elogios para as performances do elenco (especialmente Mônica Martelli e Paulo Gustavo), mas críticas ao enredo rotineiro.

## Sinopse
Fernanda completou cinco anos de casamento com Tom, com quem tem a filha Joana, mas o relacionamento começa a se desgastar. Com a ajuda do sócio Aníbal vai ter de decidir se vai se separar e outros rumos de vida.

## Elenco
- Mônica Martelli como Fernanda
- Paulo Gustavo como Aníbal
- Marcos Palmeira como Tom
- Fiorella Mattheis como Carol
- Ricardo Pereira como Bruno
- Marianna Santos como Joana
- Dudu Pelizzari como Rodrigo
- Lucas Capri como Theo
- Anitta como Ela mesma
- Guida Vianna como Caixa de Sex shop
- Gigante Léo como Anão da festa infantil[3]

## Produção
Em 2014, a primeira parte da história foi aos cinemas em Os Homens São de Marte... e É pra lá que Eu Vou, filme que fez sucesso entre o público à época de exibição. Devido ao alto alcance de público deste, a sequência Minha Vida em Marte foi encomendada. O filme, assim como o primeiro, também é uma adaptação da peça de teatro homônima protagonizada por Mônica Martelli, a qual também escreve a trama. O roteiro foi escrito e adaptado em conjunto por Mônica, Susana Garcia, Paulo Gustavo, Emanuel Aragão e Julia Lordello.
As gravações do filme ocorreram no Rio de Janeiro, em locações como o Parque Laje, e também em Nova York, tendo cenas gravadas na Times Square, Central Park e alguns hotéis.

## Lançamento
A partir de 13 de novembro de 2018, a Downtown Filmes começou a divulgar o trailer e o cartaz oficial do filme, destacando os atores Mônica Martelli e Paulo Gustavo. O filme foi lançado diretamente no circuito comercial de cinemas do Brasil em 27 de novembro de 2018.

## Recepção

### Bilheteria
Minha Vida em Marte registrou um sucesso de bilheteria se tornando um dos filmes brasileiros mais assistidos recentemente no cinema. Até setembro de 2021, o filme ocupa a 12ª posição de filmes nacionais com maior bilheteria na história do cinema brasileiro. Ao todo, o filme teve um total de mais de 5 milhões de espectadores. Todo esse engajamento do público rendeu ao filme uma receita de mais de R$ 80 milhões.

### Recepção da crítica
Como de costume entre as comédias nacionais, apesar de ser um sucesso de público, o filme não conquistou o mesmo êxito entre os críticos que, em geral, fizeram críticas em relação ao roteiro e o humor escrachado do filme. Entre o público do IMDb, o filme detém uma média de 6,4 / 10 com base em mais de 1.400 avaliações. No site agregador de resenhas AdoroCinema, Minha Vida em Marte possui 4 de 5 estrelas com base em 637 notas e 100 críticas dos usuários.
Rafaela Gomes, do site CinePop, fez uma crítica positiva sobre o filme exaltando as reflexões sobre o valor das coisas da vida: "Com uma breve reflexão sobre o valor das pequenas e valiosas coisas que já temos, a comédia não busca trazer respostas definitivas para os altos e baixos do amor, mas leva a audiência a uma divertida jornada sobre escolhas e o impacto que elas exercem sobre quem almejamos ser." Bruno Passos, do Cinema com Rapadura, elogiou a química entre a parceria dos protagonistas do filme: "O que salva é que esses momentos de comédia são protagonizados por Martelli e Gustavo, e eles estão incríveis. A química é muito acima da média e as cenas, mesmo desconexas, são realmente engraçadas."
Marcelo Muller, em sua crítica ao Papo de Cinema, avaliou negativamente o filme: "Fernanda, antes capaz de extrair graça de seus dilemas sentimentais, agora fica reduzida a uma figura resmungona, que oscila entre reclamações de toda ordem e celebrações falsas da capacidade terapêutica de programas alternativos." Já Alysson Oliveira, do Cineweb, também avaliou o filme de forma negativa: "A narrativa se acumula como se fossem episódios editados de uma série de televisão, colados um depois do outro para completar a duração de um longa. Há momentos especialmente descartáveis – como a visita a uma sex shop."

### Prêmios e indicações
| Ano  | Associações                        | Categoria               | Recipiente(s)       | Resultado |
| ---- | ---------------------------------- | ----------------------- | ------------------- | --------- |
| 2019 | Grande Prêmio do Cinema Brasileiro | Melhor Filme de Comédia | Minha Vida em Marte | Venceu    |